# Thomas Brown (naturaliste)
Pour les articles homonymes, voir Thomas Brown et Brown.
Le capitaine Thomas Brown, né en 1785 à Perth en Écosse et mort en 1862, est un naturaliste et un malacologiste britannique.
Il devient conservateur au Muséum de Manchester en 1838. Il écrit plusieurs livres d’histoire naturelle portant notamment les coquillages[Lequel ?]. Il est membre de la Linnean Society of London et des sociétés Wernerienne, Kirwanienne et Phrénologique. Il est également président de la Royal Physical Society.
Alcide Dessalines d'Orbigny (1802-1857) lui a dédié le coquillage Zebina browniana en 1842.

## Publications
- Illustrations of the American ornithology of Alexander Wilson and Charles-Lucien Bonaparte (1831-1835). Ces  illustrations se trouvent dans les trois volumes de la "Jameson edition" qui paraît entre 1801 et 1814.
- The book of butterflies, sphinxes, and moths :illustrated by ninety-six engravings, coloured after nature (1832).
- The taxidermist's manual, or, The art of collecting, preparing and preserving objects of natural history (Archibald Fullarton, Glasgow, 1833).
- The conchologist’s text-book, embracing the arrangements of Jean-Baptiste de Lamarck and Linnaeus, with a glossary of technical terms (illustré de 90 planches, 1833).
- Illustrations of The Fossil Conchology Of Great Britain And Ireland, With Descriptions And Localities (1849).